# Ptesan-Wi
Ptesan-Wi (Ptesanwi, Ptesanwin; White Buffalo Calf Woman, White Buffalo Woman), Žena tele bijelog bivola jedna je od najvažnijih mitoloških figura Siusa. Donijela je svetu lulu (kalumet) Sijuksima i naučila ih mnogim umijećima civilizacije.